# Harald Weinrich
Pour les articles homonymes, voir Weinrich.
Harald Weinrich, né le 24 septembre 1927 à Wismar et mort le 27 février 2022 à Münster, est un linguiste allemand.

## Biographie
Il est l'auteur d'un ouvrage contenant l'étude approfondie du temps à partir de textes littéraires de diverses langues européennes, Le Temps, dans lequel il distingue deux attitudes de locution possibles : le récit et le commentaire.
Dans le récit, le locuteur s'exprime dans une attitude neutre et descriptive. Autrement dit, il s'agit du monde narré, ou raconté (ou encore « détendu »). Les temps utilisés sont : l'imparfait, le passé simple, le plus-que-parfait, le conditionnel passé, le conditionnel futur.
Dans le commentaire, le locuteur n'est pas neutre et il a un point de vue. Il s'agit du monde commenté ou « tendu ». Les temps utilisés sont : le présent, les futurs I et II, le passé composé. Par exemple, le passé composé est une marque d'énonciation : il indique l'implication du locuteur dans ce qu'il dit et son engagement.
Le récit et le commentaire correspondent plus ou moins à l'histoire et au discours dans la terminologie de Benveniste, mais la distribution des temps est différente. Pour le discours : le présent, le futur I, le passé composé, et, uniquement aux première et deuxième personnes, le passé simple, l'imparfait et le futur II. Pour l'histoire : seulement à la troisième personne, l'imparfait, le passé simple et le futur II (voir Émile Benveniste pour plus de détails).
Harald Weinrich, toujours en analysant des textes littéraires, va plus loin dans l'étude de l'attitude de locution, et il détermine trois dimensions au texte : récit ou commentaire ; rétrospection, prospection ou perspective zéro (voir perspective de locution) ; mise en relief.
L'ouvrage se base sur un postulat : l'étude des verbes et du temps ne peut se faire qu'en considérant un texte entier et non une seule phrase. Par là il distingue le Temps comme instance extralinguistique et le temps de la langue (comparant les différents termes désignant ces notions dans les langues européennes). Il n'y a que trois Temps (passé, présent, futur) alors qu'il existe un grand nombre de temps (ou tiroirs verbaux) : passé composé, passé simple, etc.
Harald Weinrich a été professeur au Collège de France, où il a occupé la chaire de langues et littératures romanes de 1992 à 1998. Il reçoit le prix européen de l'essai Charles Veillon en 2013 pour l’ensemble de son œuvre.

## Principales publications en français
- Le temps, Le Seuil, 1973 (trad. de Tempus - Besprochene und erzählte Welt, 1964)
- Grammaire textuelle du français, Didier/Hatier, 1989
- Conscience linguistique et lectures littéraires, Maison des sciences de l'Homme, 1989
- Léthé : art et critique de l'oubli, Fayard, 1999
- Le temps compté, Jérôme Millon, 2009